# Социални дейности
Социални дейности е са група дейности, част от икономическия отрасъл на хуманното здравеопазване и социална работа, насочени към разрешаването на проблеми на човешките взаимоотношения и развитието на способностите на хората с цел подпомагане на благоденствието. Това включва предоставянето на социални услуги, социална закрила, социално подпомагане и социално включване на членовете на обществото.
Социалните дейности се развиват през XIX век, макар отговарянето на социални нужди да съществува дълго преди това, осъществявано основно от религиозни и благотворителни организации. Днес социалните дейности могат да се извършват от държавата, неправителствените организации (НПО), благотворителни, международни и религиозни организации, меценати и алтруисти.